# I Think You Think Too Much of Me
I Think You Think Too Much of Me (estilizado como i think you think too much of me) é o segundo EP do músico irlandês EDEN, lançado em 19 de agosto de 2016 através de sua própria gravadora MCMXCV e distribuído pela Astralwerks. O EP foi gravado e produzido em Dublin e contém sete faixas de aproximadamente 27 minutos. i think you think too much of me é o primeiro trabalho de Jonathon Ng a ser lançado em mídia física, com dois formatos em vinil de 12 polegadas e em cassetes sendo disponibilizados em sua própria loja.
O EP estreou em 43º lugar na parada de álbuns da Irlanda, tornando-se o primeiro álbum de Jonathon nas paradas. O EP também alcançou a Austrália, o Reino Unido e os Estados Unidos.

## História
O EP foi anunciado após a conclusão da turnê End Credits e o lançamento de seu cover "Hey Ya". Assim como em suas músicas anteriores, a totalidade do EP foi escrita e produzida por ele mesmo. Durante a produção, ele criou três versões diferentes de "drugs" e duas versões de "rock + roll". Por outro lado, "and" foi escrita em "um dia ou dois" e se tornou uma das músicas mais rápidas que ele produziu. As músicas se basearam em uma combinação de experiências passadas.
Os singles "Sex" e "Drugs" foram lançados em 10 de junho e 14 de julho de 2016, respectivamente, com o primeiro recebendo elogios da cantora Lorde, que descreveu "Sex" como "bagunçada e emocional e nervosa e meio apaixonante e definitivamente assustadora como essa situação se sente." A Billboard transmitiu "drugs" ao vivo no Facebook e lançou o single exclusivamente em sua plataforma um dia antes do lançamento mundial.
As músicas "Fumes", "Circles" e "XO" são versões remasterizadas de músicas lançadas sob seu antigo pseudônimo The Eden Project. A versão remasterizada de "Fumes" apresenta uma colaboração com o músico americano Gnash. EDEN afirmou que o EP "é mais uma realização do que uma jornada", ao mesmo tempo em que observa que "as músicas estão todas entrelaçadas, mas de maneiras diferentes".

## Videoclipes
Três videoclipes foram lançados para este álbum. O vídeo de "sex" foi lançado no YouTube em 14 de junho de 2016. O vídeo acontece em Tóquio, Japão e Sydney, na Austrália. O videoclipe de "drugs" foi filmado em Los Angeles e foi lançado no YouTube em 18 de agosto de 2016. Um segundo videoclipe foi lançado como uma experiência de realidade virtual de 360 graus em 7 de setembro de 2016. O videoclipe de "rock + roll" foi filmado principalmente no Wild Atlantic Way e em South County Dublin na Irlanda e foi lançado em 4 de outubro de 2016.

## Capa
A capa do álbum mostra o nome do álbum escrito continuamente em forma quadrada com o logotipo EDEN atravessado no texto em um fundo cinza. As capas dos singles são de suas primeiras cenas de shows em diferentes ambientes de iluminação.

## Faixas
Todas as canções foram escritas por Jonathon Ng.
| N.º            | Título              | Duração |  |
| 1.             | "sex"               | 3:38    |  |
| 2.             | "drugs"             | 5:38    |  |
| 3.             | "and"               | 2:13    |  |
| 4.             | "rock + roll"       | 4:56    |  |
| 5.             | "Fumes" (com Gnash) | 3:34    |  |
| 6.             | "XO"                | 2:39    |  |
| 7.             | "Circles"           | 4:34    |  |
| Duração total: | Duração total:      | 27:12   |  |

## Ficha técnica
- Jonathon Ng – vocais, guitarra, piano, produção, mixagem, engenharia, arranjo de cordas
- Chris Finney – diálogo adicional (faixa 4)
- Kate Fleetwood – diálogo adicional (faixa 4)
- Garrett Nash – vocais (faixa 5)
- Hal Ritson – engenharia e programação adicionais

## Paradas musicais
| Paradas (2016)       | Melhor posição |
| -------------------- | -------------- |
| Austrália (ARIA)     | 44             |
| Irlanda (IRMA)       | 43             |
| Nova Zelândia (RMNZ) | 3              |
| Reino Unido (OCC)    | 153            |
| Billboard 200        | 104            |